# Jovian Hediger
Jovian Hediger (* 17. Dezember 1990 in Reinach) ist ein ehemaliger Schweizer Skilangläufer.

## Werdegang
Hediger trat bis 2011 bei Juniorenrennen an. Von 2011 bis 2022 nahm er am Skilanglauf-Weltcup und am Skilanglauf-Alpencup teil. Sein erstes Weltcuprennen lief er im Dezember 2009 in Davos, welches er auf dem 84. Platz im Sprint beendete. Seine ersten Weltcuppunkte holte er im Dezember 2011 in Rogla mit dem 22. Platz im Sprint. Bei den nordischen Skiweltmeisterschaften 2013 im Val di Fiemme erreichte er den 25. Platz im Sprint. Im März 2013 kam er in Lahti mit dem siebten Platz im Sprint erstmals unter die ersten Zehn im Weltcup. Die Saison 2013/14 beendete er auf dem 69. Platz in der Weltcupgesamtwertung und dem 29. Rang in der Sprintwertung. Bei den Olympischen Winterspielen 2014 in Sotschi belegte er den 47. Platz im Sprint. Im Februar 2015 errang er bei den nordischen Skiweltmeisterschaften 2015 in Falun den 21. Platz im Sprint. In der Saison 2015/16 kam er siebenmal in die Punkteränge und errang zum Saisonende 20. Platz im Sprintweltcup. Dabei erreichte er im Dezember 2015 in Toblach mit dem vierten Platz im Sprint sein bestes Einzelergebnis im Weltcup. Bei den nordischen Skiweltmeisterschaften 2017 in Lahti belegte er den 11. Platz im Sprint und den neunten Rang zusammen mit Roman Furger im Teamsprint. Im folgenden Jahr lief er bei den Olympischen Winterspielen in Pyeongchang auf den 19. Platz im Sprint. Bei den nordischen Skiweltmeisterschaften 2019 in Seefeld in Tirol belegte er den 35. Platz im Sprint und zusammen mit Ueli Schnider den 11. Rang im Teamsprint.
In der Saison 2020/21 kam Hediger im Sprint fünfmal in die Punkteränge und errang damit den 45. Platz im Gesamtweltcup und den 12. Platz im Sprintweltcup. Zudem wurde er beim Weltcup in Ulricehamn Zweiter im Teamsprint und bei den Schweizer Meisterschaften in Sedrun Zweiter im Sprint und belegte beim Saisonhöhepunkt, den Nordischen Skiweltmeisterschaften 2021 in Oberstdorf, den 12. Platz im Sprint und den neunten Rang zusammen mit Roman Furger im Teamsprint. Im folgenden Jahr errang er bei den Olympischen Winterspielen in Peking den 22. Platz im Sprint und zusammen mit Jonas Baumann den achten Platz im Teamsprint.

## Teilnahmen an Weltmeisterschaften und Olympischen Winterspielen

### Olympische Spiele
- 2014 Sotschi: 47. Platz Sprint Freistil
- 2018 Pyeongchang: 19. Platz Sprint klassisch
- 2022 Peking: 8. Platz Teamsprint klassisch, 22. Platz Sprint Freistil

### Nordische Skiweltmeisterschaften
- 2013 Val di Fiemme: 25. Platz Sprint klassisch
- 2015 Falun: 21. Platz Sprint klassisch
- 2017 Lahti: 9. Platz Teamsprint klassisch, 11. Platz Sprint Freistil
- 2019 Seefeld in Tirol: 11. Platz Teamsprint klassisch, 35. Platz Sprint Freistil
- 2021 Oberstdorf: 9. Platz Teamsprint Freistil, 12. Platz Sprint klassisch

## Platzierungen im Weltcup

### Weltcup-Statistik
Die Tabelle zeigt die erreichten Platzierungen im Einzelnen.
- 1.–3. Platz: Anzahl der Podiumsplatzierungen
- Top 10: Anzahl der Platzierungen unter den ersten zehn
- Punkteränge: Anzahl der Platzierungen innerhalb der Punkteränge
- Starts: Anzahl gelaufener Rennen in der jeweiligen Disziplin
- Hinweis: Bei den Distanzrennen erfolgt die Einordnung gemäss FIS.

| Platzierung         | Distanzrennen a | Distanzrennen a | Distanzrennen a | Distanzrennen a | Distanzrennen a | Skiathlon Verfolgung | Sprint | Etappen- rennen b | Gesamt | Team c | Team c  |
| Platzierung         | ≤ 5 km          | ≤ 10 km         | ≤ 15 km         | ≤ 30 km         | > 30 km         | Skiathlon Verfolgung | Sprint | Etappen- rennen b | Gesamt | Sprint | Staffel |
| ------------------- | --------------- | --------------- | --------------- | --------------- | --------------- | -------------------- | ------ | ----------------- | ------ | ------ | ------- |
| 1. Platz            |                 |                 |                 |                 |                 |                      |        |                   |        |        |         |
| 2. Platz            |                 |                 |                 |                 |                 |                      |        |                   |        | 1      |         |
| 3. Platz            |                 |                 |                 |                 |                 |                      |        |                   |        |        |         |
| Top 10              |                 |                 |                 |                 |                 |                      | 13     |                   | 13     | 8      |         |
| Punkteränge         |                 |                 |                 |                 |                 |                      | 58     |                   | 58     | 13     |         |
| Starts              |                 | 3               | 12              |                 |                 | 3                    | 89     | 1                 | 108    | 13     |         |
| Stand: Karriereende |                 |                 |                 |                 |                 |                      |        |                   |        |        |         |

### Weltcup-Gesamtplatzierungen
| Saison  | Gesamt | Gesamt | Sprint | Sprint |
| Saison  | Punkte | Platz  | Punkte | Platz  |
| ------- | ------ | ------ | ------ | ------ |
| 2011/12 | 9      | 141.   | 9      | 86.    |
| 2012/13 | 62     | 70.    | 62     | 31.    |
| 2013/14 | 78     | 69.    | 78     | 29.    |
| 2014/15 | 32     | 104.   | 32     | 51.    |
| 2015/16 | 135    | 51.    | 135    | 20.    |
| 2016/17 | 120    | 55.    | 120    | 21.    |
| 2017/18 | 124    | 48.    | 124    | 19.    |
| 2018/19 | 95     | 59.    | 95     | 27.    |
| 2019/20 | 89     | 59.    | 89     | 23.    |
| 2020/21 | 119    | 45.    | 119    | 12.    |
| 2021/22 | 139    | 41.    | 139    | 16.    |